# 彭沢県
彭沢県（ほうたく-けん）は中華人民共和国江西省九江市に位置する県。

## 行政区画
- 鎮:竜城鎮、棉船鎮、馬壋鎮、芙蓉墩鎮、定山鎮、天紅鎮、楊梓鎮、東升鎮、瀼渓鎮、黄花鎮
- 郷:太平関郷、黄嶺郷、浩山郷

## 交通

### 鉄道
- 中国鉄路総公司
  - 銅九線
    - 彭沢駅

### 道路
- 高速道路
  - 彭湖高速道路